# ギョンミン
チョ・ギョンミン（朝: 조경민、英: Cho Kyungmin、2004年10月28日 - ）は、韓国の歌手。8人組の男性アイドルグループ・8TURNのメンバーである。MNHエンターテインメント所属。

## 来歴
Big Hit Entertainmentの練習生になる前はSMエンタテインメント、CUBEエンターテインメント、PLEDISエンターテインメント他多数の事務所からスカウトされた経験がある。
2020年6月26日、Big Hit Entertainment（現：HYBE）とMnetが制作したアイドルサバイバル番組『I-LAND』に参加し、脱落。
2021年1月1日、HYBE LABELS JAPAN（当時：Big Hit Entertainment Japan）のデビュープロジェクト『&AUDITION』）グローバルデビュープロジェクト『&AUDITION』において、『I-LAND』の脱落者のうち成績上位メンバーで構成されるプロジェクト暫定メンバーの1人に選定された。しかし同年5月31日、方向性の違いを理由にグループ成立を待たずプロジェクトを離脱、同時にHYBE LABELS JAPANとの専属契約を終了し、HYBE本体からも退所したことが公式サイトで発表された。
2022年、MNHエンターテインメントから新人ボーイズグループ『B.O.M (Boys Of MNH)』のメンバーとしてデビューすると発表。
2023年1月30日、8人組の男性アイドルグループ「8TURN」のメンバーとしてデビュー。

## 出演

### テレビ番組
- I-LAND（2020年6月26日 - 9月18日、Mnet） - 出場者